# Johannes Hassebroek
Johannes Hassebroek, né le 11 juillet 1910 à Halle-sur-Saale et décédé le 17 avril 1977 à Westerstede, est un SS-Sturmbannführer allemand et membre de la SS-Totenkopfverbände dans les camps de concentration nazis.

## Jeunesse
Hassebroek est le fils d'un gardien de prison ayant rejoint le Stahlhelm, Bund der Frontsoldaten après son service dans la Première Guerre mondiale. Il encouragea son fils à s'impliquer dans la politique de droite et l'enrôla dans le mouvement conservateur des jeunes de Bismarckbund. Le jeune Hassebroek tentera également de s'enrôler dans l'armée mais essuya un refus, en grande partie à cause de la réduction des effectifs imposée par les conditions du traité de Versailles. Il devient alors apprenti dans une usine.

## Allégeance au Parti nazi
À l'âge de 19 ans, Hassebroek quitte le mouvement conservateur Bismarckbund pour rejoindre la SA, puis le Parti nazi l'année suivante (n° de membre 256 527). Il perd son emploi en 1931 et passe trois ans au chômage, période dans laquelle sa foi dans le nazisme est renforcée. Entre-temps, il participe à de nombreux combats de rue entre la SA et les partisans du Parti communiste, tout en servant de conseiller bénévole pour les Jeunesses hitlériennes. Le parti lui trouve un emploi dans l'Association des pêcheurs saxons en 1934, jusqu'à leur déménagement à Berlin, le laissant de nouveau sans emploi.

## Carrière dans la SS
En juin 1934, il quitte la SA pour rejoindre la SS (n° de membre 107 426) sur les conseils d'un ami ; rejoindre l'organisation l'aiderait à entrer dans la police, d'après lui. Il trouve un travail administratif avec peu d'espoir de promotion après le jugement de psychologues SS l'ayant trouvé trop complaisant et docile pour une carrière d'officier. Toutefois, il fait appel de la décision et est autorisé à rejoindre le programme de formation des officiers à Brunswick. Après un échec et une seconde chance, il sort diplômé en tant qu'officier SS à l'âge de 26 ans.
Pour sa première affectation, il rejoint la SS-Totenkopfverbände opérant au camp de concentration d'Esterwegen. Les rapports de ses supérieurs de l'époque pointent encore son manque de personnalité bien qu'est indiquée une légère amélioration. À la fermeture du camp d'Esterwegen en 1936, Hassebroek est transféré dans une unité près du camp de concentration de Sachsenhausen, avant d'être mobilisé dans la Wehrmacht et envoyé au front au début de la Seconde Guerre mondiale. Mais son adhésion à la SS l'envoie au sein de la 3e SS-Panzer-Division Totenkopf de Theodor Eicke, échappant ainsi à l'armée régulière. Durant cette période au front en 1942, ses rapports s'améliorent considérablement et il fait l'objet d'une promotion pour la première fois de sa carrière, s'élevant au grade de SS-Hauptsturmführer.

## Commandant de camp de concentration
Hassebroek tombe malade à l'été 1942, puis une blessure à la jambe droite l'oblige à prendre de longues périodes de repos dans les hôpitaux militaires de Riga, Munich et Berlin. Pendant sa prise en charge à l’hôpital de Berlin, Hassebroek rencontre Richard Glücks, SS-Gruppenführer ayant la charge générale des camps de concentration. Glücks lui proposera alors un poste dans l'une de ces unités. 
De retour à Sachsenhausen en août 1942, il y reste jusqu'en octobre 1943, date à laquelle il reçoit le commandement du camp de concentration de Gross-Rosen en remplacement de Wilhelm Gideon (en). À son arrivée, le camp ne compte que 3 000 détenus, celui-ci est rapidement agrandi sous son commandement et, au moment de sa fermeture, sa capacité atteint 80 000 personnes. À la fin de 1944, Hassebroek, entre-temps promu Sturmbannführer, se voit confier la responsabilité de treize sous-camps mis en place pour faire face à la surpopulation du camp de Gross-Rosen. Environ 100 000 personnes mourront dans le camp sous son commandement. À la fin de la guerre, une note de Glücks mentionne la « ténacité et la confiance en soi » de Hassebroek dans son nouveau rôle de commandant.

## Après-guerre
Après la capitulation, Hassebroek est arrêté par les Tchécoslovaques, avant d'être remis aux autorités britanniques dans l'attente de son jugement. Condamné à mort, sa peine est commuée en emprisonnement à perpétuité, puis à quinze ans de prison. Il est finalement libéré en 1954. Il s'installe à Brunswick et travaille comme agent de vente jusqu'en 1967, date à laquelle il est arrêté en vertu du droit allemand pour son implication dans les camps de concentration. Il est accusé d'être personnellement responsable des massacres de neuf Juifs et de trois autres détenus à Gross-Rosen, en partie sur la base de preuves provenant des témoignages donnés par Oskar Schindler quelques années avant. Dans l'affaire qui suit, il est une première fois acquitté par le tribunal de Brunswick, puis une seconde fois par la Cour constitutionnelle fédérale d'Allemagne. Il fait l'objet d'une enquête jusqu'à sa mort en 1977.
Jusqu'à sa mort, Hassebroek demeura nostalgique de cette période en tant qu'officier SS, commentant à l'historien israélien Tom Segev : « notre service a été une expérience émotionnelle bouleversante d'une force énorme. Nous croyions non seulement aux mêmes valeurs et idéaux, mais nous croyions les uns aux autres ». Il nie cependant toute implication dans les meurtres, arguant « j'ai appris toutes les atrocités commises à Gross-Rosen au cours de mon procès ».